# Кресна (община)
Община Кресна се намира в Югозападна България и е една от съставните общини на област Благоевград.

## География

### Географско положение, граници, големина
Общината се намира в западната част на област Благоевград и с площта си от 344,549 km2 заема 9-о сред 14-те общини на областта и 5,34% от територията на областта. Границите ѝ са следните:
- на север – община Симитли;
- на североизток – община Разлог;
- на изток – община Банско;
- на юг – община Струмяни;
- на запад – Северна Македония.

### Релеф, води, климат, туристически обекти

#### Релеф
Територията на община Кресна представлява една изключително интересна мозайка от различни типове релеф – котловинно долинен, ниско-, средно- и високопланински. По-голямата (източна част) се заема от западните склонове на Северен Пирин, като тук се намира и най-високата точка на общината – връх Вихрен (2914 m). Цялата западна половина се заема от източните разклонения на Малешевска планина с максимална височина 1748 m. Между тях в южната част на общината се вклинява най-северната част на Санданско-Петричката котловина и тук в коритото на река Струма е и най-ниската точка на общината – 133 m н.в.

#### Води
През средата на общината, от север на юг, преминава около 20 km от течението на река Струма, която северно от Кресна образува красивия Кресненски пролом. Тя има четири леви притока събиращи водите си от Пирин – реките Ощавска, Влахинска, Банска и Градешка и пет десни, събиращи водите си от Малешевска планина – реките Дивилска, Брезнишка (Стара река), Моравска, Ганийска (Добромирска) и Сливнишка (Будилска). На територията на общината са изградени 18 изкуствени водоема (Бреста, Големите явори, Равно боре, Будилци, Сливница, Почип, Шемето, Дебел дъб, Полена 1, Полена 2 и др.) с обем от 5000 до 25000 m3, от които само 4 са зарибени.
Безценно природно богатство са откритите минерални извори, локализирани в 4 основни находища: Градешки минерални извори (югоизточно от град Кресна); Ощавски минерални бани (в района на село Ощава); Влахински минерален извор (на 3 km западно от село Влахи); Брезнишки минерални извори (в района на село Горна Брезница).

#### Климат
Поречието на река Струма, което в границите на община Кресна обхваща долината на реката и Кресненското поле като част от Санданско-Петричката котловина, се характеризира с типичен преходно-средиземноморски климат. Тук през цялата година се чувства осезателно топлото беломорско влияние, което нахлува по реката чак до Кресненския пролом. Зимата е мека, настъпва късно и е безснежна (средна януарска температура 2,4 °C); пролетта започва още от началото на март; лятото е сухо и горещо (средна юлска температура 24,7 °C), а през юли и август максималните температури достигат до 40 – 42 °C; есента е дълга и топла. Средната слънчева радиация е около 2436 часа/год. - една от най-високите стойности за страната. Валежите са средно 700 мм/год. и са предимно от дъжд с главен максимум през ноември-декември. Ветровете обикновено нахлуват по долината на Струма от юг (топли) и север (по-студени), като преобладават тези с южна компонента. Освежаващ ефект през топлото полугодие има планинско-долинният вятър. С увеличаване на надморската височина в Малешевска планина и особено в Пирин средиземноморското влияние постепенно отслабва като в по-високите части се наблюдават типичните черти на планинския климат: кратко и прохладно лято, дълга и сурова зима с ниски температури и голяма облачност, обилни снеговалежи, силни ветрове и интензивно слънчево греене през ясните дни. В пояса над 2000 m н.в. в Пирин средната годишна температура е 3,4 °C с минимални температури, достигащи до -25 °C; валежите са около 1150 мм/год.; снежната покривка през зимните месеци има до 3 m височина и се задържа около 7 – 8 месеца; често явление са мъглите, силните стихийни бури, има опасност от лавини.

#### Туристически обекти
Забележителни форми на релефа са долната (южна) част на живописния Кресненски пролом на река Струма, надиплените пясъчни сипеи Мело, причудливата каменна гора край село Влахи, красиво изваяният скален комплекс Орлите, мраморният алпийски гребен Кончето, синанишкия, Георгийския, Вляхинския и Невързумския циркуси. От естествените водоеми изключителна туристическа атракция представляват Синевръшките, Георгийските и Влахинските езера.
Планински климатичен курорт с местно значение е местността Върбите (Синаница) в Пирин (на 18 km източно от Кресна). Изградени са туристически дом „Синаница“, горски дом, ученически лагер, няколко ведомствени почивни станции и множество частни вили, които са изходен пункт за Сини връх със Синанишките езера и местността Пещерата, откъдето туристически пътеки водят из целия парк „Пирин“.

## Население

### Етнически състав (2011)
Численост и дял на етническите групи според преброяването на населението през 2011 г.:
|                     | Численост | Дял (в %) |
| Общо                | 5 441     | 100.00    |
| Българи             | 5 137     | 94.41     |
| Турци               | 4         | 0.07      |
| Цигани              | 21        | 0.39      |
| Други               | 18        | 0.33      |
| Не се самоопределят | 17        | 0.31      |
| Неотговорили        | 244       | 4.48      |

### Населени места
Общината има 7 населени места с общо население 4546 жители към 7 септември 2021 г.
| Населено място   | Население (2021 г.) | Площ на землището km2 | Забележка (старо име) | Населено място | Население (2021 г.) | Площ на землището km2 | Забележка (старо име)           |
| ---------------- | ------------------- | --------------------- | --------------------- | -------------- | ------------------- | --------------------- | ------------------------------- |
| Влахи            | 5                   | 125,370               |                       | Ощава          | 58                  | 35,746                |                                 |
| Горна Брезница   | 412                 | 68,023                | Брезница              | Сливница       | 463                 | 20,287                |                                 |
| Долна Градешница | 532                 | 19,487                |                       | Стара Кресна   | 81                  | 19,169                | Кресна                          |
| Кресна           | 2995                | 56,467                | Гара Пирин            | ОБЩО           | 4546                | 344,549               | няма населени места без землища |

## Административно-териториални промени
- Указ № 162/08.04.1931 г. – обединява н.м. Горна Градешница и н.м. Долна Градешница в с. Градешница, от 1934 г. разделено на села Горна Градешница и Долна Градешница
- Писмо № 11721/16.09.1932 г. – признава н.м. Крива ливада за м. Крива ливада
- Указ № 148/29.05.1956 г. – признава н.м. Езерец (от с. Ощава) за с. Езерец
- Указ № 582/29.12.1959 г. – присъединява м. Крива ливада към с. Гара Пирин
- Указ № 463/02.07.1965 г. – присъединява с. Моравска към с. Гара Пирин
- Указ № 267/21.02.1969 г. – заличава с. Горна Градешница
- Указ № 562/06.04.1971 г. – преименува с. Брезница на с. Горна Брезница
- Указ № 1582/29.09.1978 г.:

преобразува с. Гара Пирин в гр. Кресна
преименува с. Кресна на с. Стара Кресна
- Решение МС № 878/25.10.2012 г. Обн. ДВ. бр. 84/02.11.2012 г.:

присъединява с. Езерец към с. Ощава
присъединява с. Ново село към гр. Кресна
- Решение МС № 993/18.12.2015 г. Обн. ДВ. бр. 103/30.12.2015 г. – присъединява с. Будилци към с. Сливница

## Политика

### Награди за Община Кресна
- Победител в категория „Кмет на гражданите“, подкатегория „малки общини“, в онлайн конкурса „Кмет на годината, 2017“. Приз за кмета Николай Георгиев, който с работата си е най-близо до гражданите, с бързина на реакция на проблемите и решаването им.

## Транспорт
По долината на река Струма преминава участък от трасето жп линия София – Благоевград – Кулата.
През общината преминават частично 2 пътя от Републиканската пътна мрежа на България с обща дължина 24,4 km:
- участък от 19,5 km от Републикански път I-1 (от km 393 до km 412,5);
- последния участък от 4,9 km от Републикански път III-1082 (от km 25,6 до km 30,5).

## Топографска карта
- Лист от карта K-34-83. Мащаб: 1 : 100 000.